# KHL Junior Draft 2013
KHL Junior Draft 2013 – piąty draft do rozgrywek KHL. Łącznie wybrano 174 zawodników.
Edycja odbyła się w dniach 25-26 maja 2013 po raz pierwszy poza granicami Rosji, w ukraińskim mieście Donieck w hali Drużba Arena. 

## Wybrani
Pozycje: B – bramkarz, O – obrońca, N – napastnik

### Runda 1
| #  | Zawodnik (pozycja)       | Państwo | Klub pochodzenia              | Klub wybierający        |
| -- | ------------------------ | ------- | ----------------------------- | ----------------------- |
| 1  | Dmitrij Osipow (O)       | Rosja   | Ruś Moskwa                    | Amur Chabarowsk         |
| 3  | Władisław Kamieniew (N)  | Rosja   | Mietałłurg Magnitogorsk ’96   | Mietałłurg Magnitogorsk |
| 7  | Jegor Korszkow (N)       | Rosja   | Łokomotiw-2004 Jarosław U17 A | Łokomotiw Jarosław      |
| 9  | Radiel Fazlejew (N)      | Rosja   | Irbis Kazań                   | Ak Bars Kazań           |
| 12 | Maksim Trietjak (B)      | Rosja   | Krasnaja Armija Moskwa        | CSKA Moskwa             |
| 19 | Aleksandr Diergaczow (N) | Rosja   | Sputnik Almietjewsk           | SKA Sankt Petersburg    |
| 23 | Jakub Vrána (N)          | Czechy  | Linköpings HC J20             | Sibir Nowosybirsk       |
| 25 | Kasperi Kapanen (N)      | Rosja   | KalPa                         | Barys Astana            |
| 34 | David Pastrňák (N)       | Czechy  | Södertälje SK                 | Siewierstal Czerepowiec |

### Runda 2
| #  | Zawodnik (pozycja)            | Państwo           | Klub pochodzenia               | Klub wybierający          |
| -- | ----------------------------- | ----------------- | ------------------------------ | ------------------------- |
| 45 | Andriej Kuźmienko (N)         | Rosja             | Krasnaja Armija Moskwa         | CSKA Moskwa               |
| 52 | Jack Eichel (N)               | Stany Zjednoczone | U.S. National Development Team | Witiaź Czechow            |
| 55 | Pawieł Kraskowski (N)         | Rosja             | Łoko Jarosław                  | Łokomotiw Jarosław        |
| 59 | Mikko Rantanen (N)            | Finlandia         | TPS                            | Nieftiechimik Niżniekamsk |
| 60 | William Nylander Altelius (N) | Szwecja           | Södertälje SK                  | Awangard Omsk             |

### Runda 3
| #   | Zawodnik (pozycja)     | Państwo   | Klub pochodzenia       | Klub wybierający          |
| --- | ---------------------- | --------- | ---------------------- | ------------------------- |
| 80  | Andriej Swietłakow (N) | Rosja     | Krasnaja Armija Moskwa | CSKA Moskwa               |
| 85  | Damir Szaripzianow (O) | Rosja     | Rieaktor Niżniekamsk   | Nieftiechimik Niżniekamsk |
| 102 | Juho Lammikko (N)      | Finlandia | Ässät                  | Atłant Mytiszczi          |

### Runda 4
| #   | Zawodnik (pozycja) | Państwo           | Klub pochodzenia       | Klub wybierający |
| --- | ------------------ | ----------------- | ---------------------- | ---------------- |
| 127 | Nikolaj Ehlers (N) | Dania             | EHC Biel               | Awangard Omsk    |
| 132 | Dylan Larkin (N)   | Stany Zjednoczone | U.S. National U17 Team | Witiaź Czechow   |

### Runda 5
| #   | Zawodnik (pozycja)    | Państwo   | Klub pochodzenia                 | Klub wybierający          |
| --- | --------------------- | --------- | -------------------------------- | ------------------------- |
| 143 | Rodrigo Ābols (N)     | Łotwa     | SK Riga 17                       | Dinamo Ryga               |
| 148 | Sciapan Falkouski (O) | Białoruś  | SDJuSzOR Junost' Mińsk do lat 18 | Dynama Mińsk              |
| 156 | Iwan Fiedotow (B)     | Rosja     | Kristałł Elektrostal             | Nieftiechimik Niżniekamsk |
| 162 | Joel Kiviranta (N)    | Finlandia | Jokerit                          | Awangard Omsk             |
| 167 | Brayden Point (N)     | Kanada    | Moose Jaw Warriors               | Traktor Czelabińsk        |
| 171 | Aaron Ekblad (O)      | Kanada    | Barrie Colts                     | Witiaź Czechow            |